# Strumigenys saliens
Strumigenys saliens är en myrart som beskrevs av Mayr 1887. Strumigenys saliens ingår i släktet Strumigenys och familjen myror. Inga underarter finns listade i Catalogue of Life.